# کارل اشپیتلر
کارل فریدریش گئورگ اشپیتلر (به آلمانی: Carl Friedrich Georg Spitteler) شاعر سوئیسی آلمانی زبان به سال ۱۸۴۵ متولد و به سال ۱۹۲۴ درگذشت

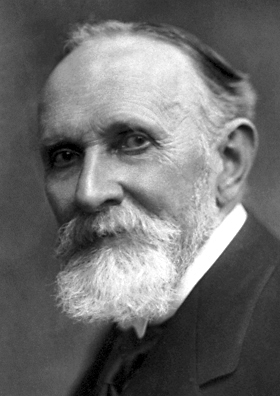
در سال ۱۹۱۹

وی جایزه نوبل ادبی را در سال ۱۹۱۹ از آن خود کرد.

## گزیده آثار
- اکسترا موندانا (۱۸۸۳)
- پروانه‌ها (۱۸۸۹)
- حقایق خندان (۱۸۹۸)
- بهار المپیک (بهار آسمانی) (۱۹۰۵-۱۹۰۰)
- نغمه‌های ناقوس (۱۹۰۶)
- تخیل (۱۹۰۶)
- در نخستین تجربه‌هایم (۱۹۱۴)
- فریدلی کالدری